# Superstrada S74
La superstrada S74 è una superstrada polacca che attraversa il Paese da ovest a est, da Sulejów a Nisko. Fa parte della strada europea E77.